# AZCA
 (juillet 2024).
Si vous disposez d'ouvrages ou d'articles de référence ou si vous connaissez des sites web de qualité traitant du thème abordé ici, merci de compléter l'article en donnant les références utiles à sa vérifiabilité et en les liant à la section « Notes et références ».

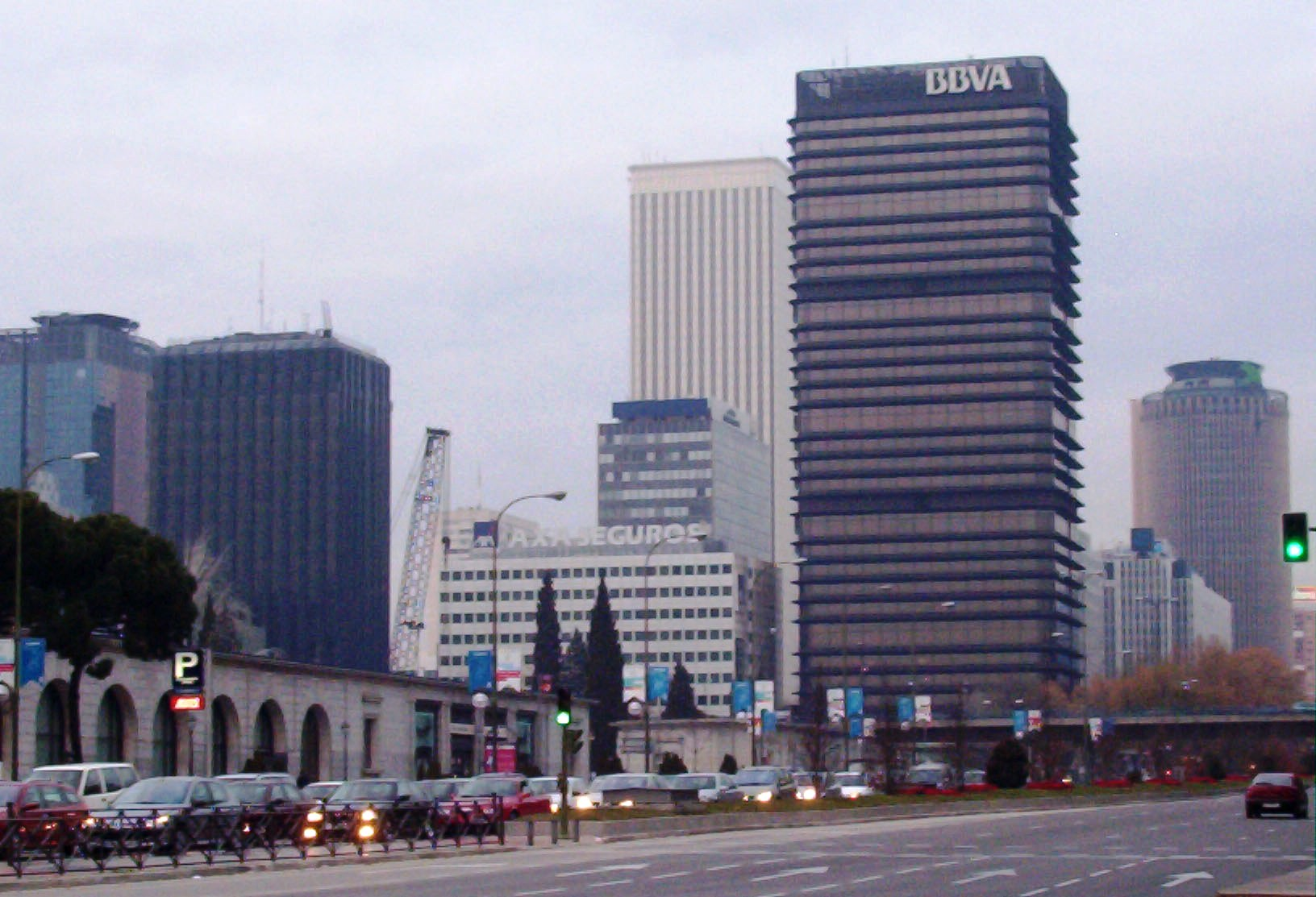
AZCA depuis le Paseo de la Castellana

AZCA est le quartier d'affaires de Madrid, avec ses nombreuses tours, comme la tour Picasso, l'Edificio BBVA et la Tour Europa. La tour Windsor a brûlé entièrement en février 2005.
Un grand magasin de la chaîne El Corte Inglés y est présent. Depuis la station de métro Nuevos Ministerios, la ligne 8 rejoint tous les terminaux de l'aéroport.